# Campopleginae

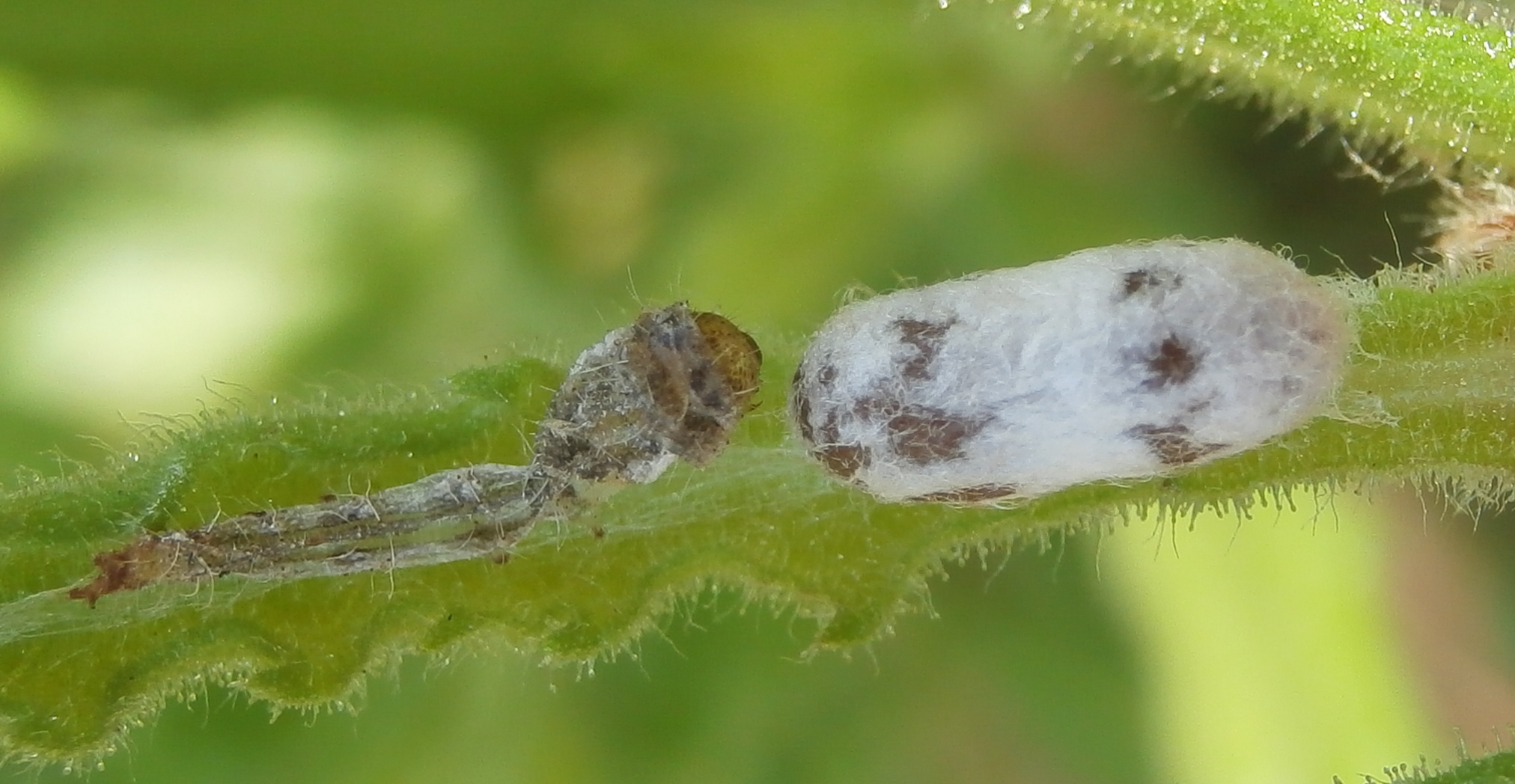
Pupa de Hyposoter

Campopleginae es una subfamilia de avispas parasíticas de la familia Ichneumonidae. 
Son endoparasitoides koinobiontes (permiten que el huésped continúe su desarrollo después de ser infectado) de Lepidoptera y Symphyta y también de Coleoptera. Las hembras de algunas especies inyectan polidnavirus en el huésped durante la oviposición. Estos virus comprometen el sistema inmune del huésped, protegiendo a la progenie del parasitoide.
Algunas especies se usan como controles biológicos de insectos considerados plagas de la agricultura, como de  Hypera postica, Heliothis (varias especies), Mythimna separata, Ostrinia nubilalis (taladro del maiz) y Pristiphora erichsonii.

## Géneros

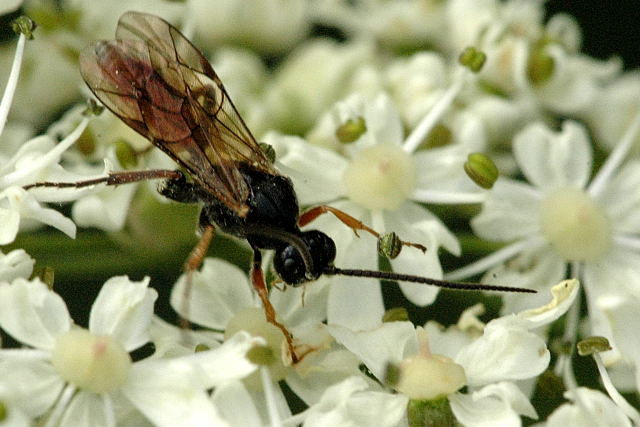
Olesicampe

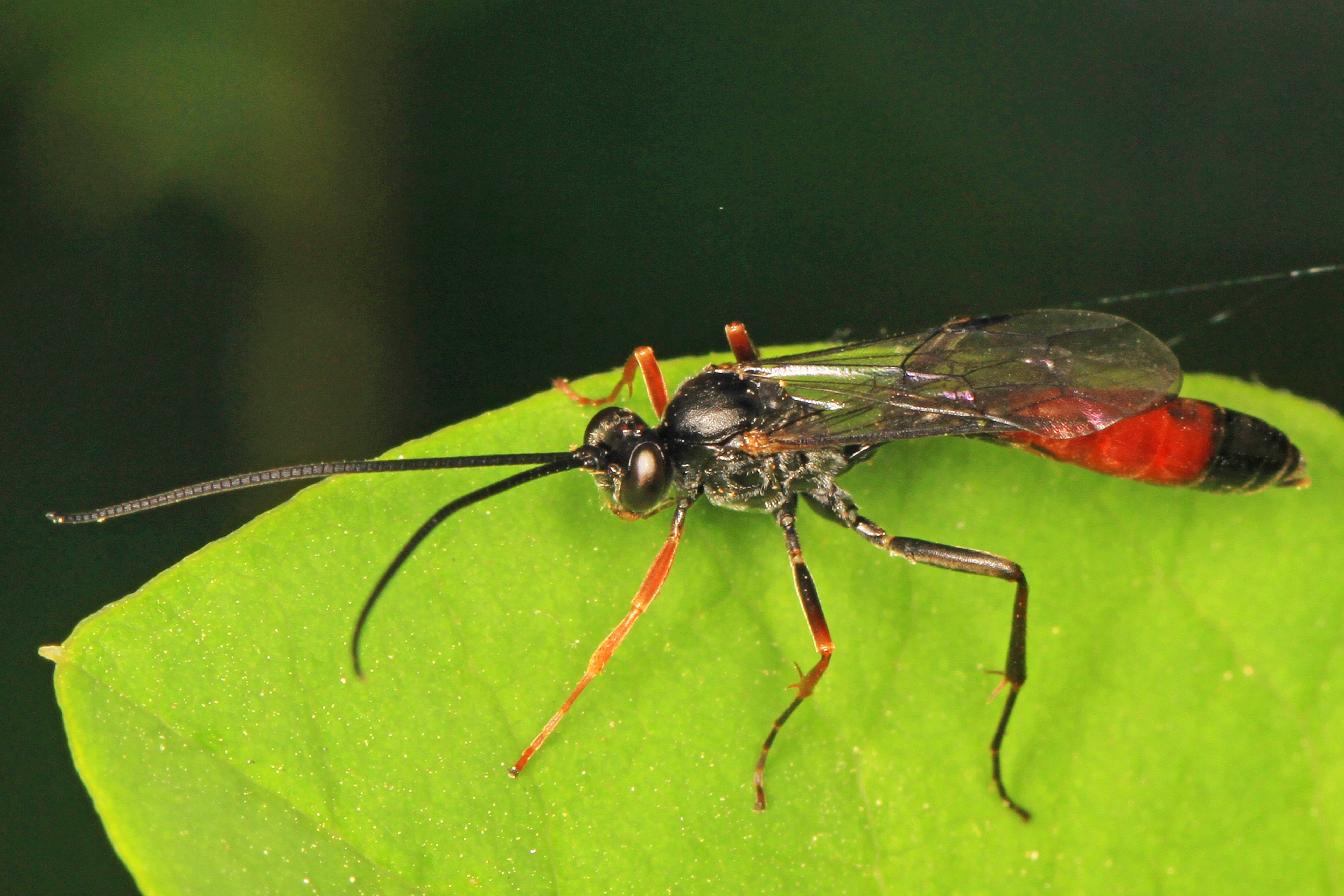
Dusona

Hay 67 géneros; algunos no están bien definidos y son difíciles de identificar.
- Aiura Onody & Penteado-Dias, 2006 c g
- Alcima Förster, 1869 c g
- Allotheca Cameron, 1906 c
- Aspidon Gupta, 1989 c g
- Bathyplectes Förster, 1869 c g b
- Benjaminia Viereck, 1912 c g
- Breviterebra Kusigemati, 1982 c g
- Callidora Förster, 1869 c g
- Campoctonus Viereck, 1912 c g b
- Campoletis Forster, 1869 c g b
- Campoplex Gravenhorst, 1829 c g b
- Casinaria Holmgren, 1859 c g b
- Charmops Gupta, 1989 c g
- Charops Holmgren, 1859 c g b
- Chriodes Förster, 1868 c g
- Chromoplex Horstmann, 1987 c g
- Clypeoplex Horstmann, 1987 c g
- Cymodusa Holmgren, 1859 c g b
- Cymodusopsis Viereck, 1912 c g
- Diadegma Forster, 1869 c g b
- Dolophron Förster, 1869 c g
- Dusona Cameron, 1900 c g b
- Echthronomas Förster, 1869 c g
- Enytus Cameron, 1905 c g b
- Eriborus Förster, 1869 c g b
- Eucaphila Gauld, 1984 c g
- Genotropis Townes, 1969 c g
- Gonotypus Förster, 1869 c g
- Hellwigia Gravenhorst, 1823 c g
- Hyposoter Forster, 1869 c g b
- Lathroplex Förster, 1869 c g
- Lathrostizus Forster, 1869 c g b
- Lemophagus Townes, 1965 c g b
- Leptocampoplex Horstmann, 1970 c g
- Leptoperilissus Schmiedeknecht, 1912 c g
- Macrulus Horstmann, 1978 c g
- Macrus Gravenhorst, 1829 c g
- Melalophacharops Uchida, 1928 c g
- Melanoplex Horstmann, 1987 c g
- Meloboris Holmgren, 1859 c g
- Microcharops Roman, 1910 c g
- Nemeritis Holmgren, 1860 c g
- Neolophron Gauld, 1984 c g
- Nepiesta Förster, 1869 c g
- Nonnus Cresson, 1874 c g
- Olesicampe Forster, 1869 c g b
- Pegaoplex Dbar, 1984 c g
- Philositus Townes, 1969 c g
- Phobocampe Forster, 1869 c g b
- Picacharops Gauld, 1984 c g
- Porizon Fallen, 1813 c g
- Prochas Walkley, 1959 c g
- Pyracmon Holmgren, 1859 c g
- Rhachioplex Bischoff, 1932 c g
- Rhimphoctona Förster, 1869 c g
- Scenocharops Uchida, 1932 c g
- Scirtetes Hartig, 1838 c g
- Sesioplex Viereck, 1912 c g b
- Sinophorus Forster, 1869 c g b
- Skiapus Morley, 1917 c g
- Sliochia Gauld, 1976 c g
- Synetaeris Forster, 1869 c g b
- Tranosema Forster, 1869 c g b
- Tranosemella Horstmann, 1978 c g
- Urvashia Gupta & Gupta, 1971 c g
- Venturia Schrottky, 1902 c g b
- Xanthocampoplex Morley, 1913 c g